# Nicolas Nemiri
 (octobre 2018).
Si vous disposez d'ouvrages ou d'articles de référence ou si vous connaissez des sites web de qualité traitant du thème abordé ici, merci de compléter l'article en donnant les références utiles à sa vérifiabilité et en les liant à la section « Notes et références ».
Nicolas Nemiri est un dessinateur de bandes dessinées né en France en 1975, vivant à Paris.

## Œuvres
- Je suis morte (apprendre), scénario Jean-David Morvan, Glénat, coll. La Loge noire, 2003  (ISBN 978-2723438537)
- Hyper l'hippo (illustration), scénario Jean-David Morvan, Delcourt, 2005  (ISBN 978-2-84789-870-5)
- Je suis morte 2. "Comprendre", scénario Jean-David Morvan, Glénat, coll. La Loge noire, 2008  (ISBN 978-2-7234-4363-0)
- Annie Zoo (dessin et couleurs), scénario de Jean-David Morvan, Delcourt, 2009  (ISBN 978-2-7560-0347-4)
- Le chat d’Enoshima (dessin et couleurs), scénario de Nicolas Nemiri, Le Lézard Noir, coll. Le Petit Lézard, 2016  (ISBN 978-2-3534-8074-6)

## Prix
- 2005 : Prix de l'Enseignement 41 pour le Jeune Public avec Hyper, l'Hyppo